# Weißenbach (Inn)
De Weißenbach is een linker zijrivier van de Inn in de Oostenrijkse deelstaat Tirol. Zij ontspringt in het Karwendelgebergte ongeveer twee kilometer ten zuidoosten van de top van de Großer Lafatscher (2696 m.ü.A.) en stroomt vervolgens in oostelijke richting door het Halltal, waar de rivier het water van de Eibentalbach opneemt. Vervolgens loopt de rivier langs de waterbronnen Bettelwurfbründl en Maximilianbründl. Het riviertje stroomt vervolgens door Absam om bij Mils bij Hall in de Inn uit te monden. Vlak voor Absam splitsen de Amtsbach en de Baubach zich af van de rivier af, die afwateren via Hall in Tirol.